# Bajamont
Bajamont é uma comuna francesa na região administrativa da Nova Aquitânia, no departamento Lot-et-Garonne. Estende-se por uma área de 12,24 km². Em 2010 a comuna tinha 1 001 habitantes (densidade: 81,8 hab./km²).